# Raku
Cet article concerne un type de poterie japonaise traditionnelle. Pour le langage de programmation, voir Raku (langage).

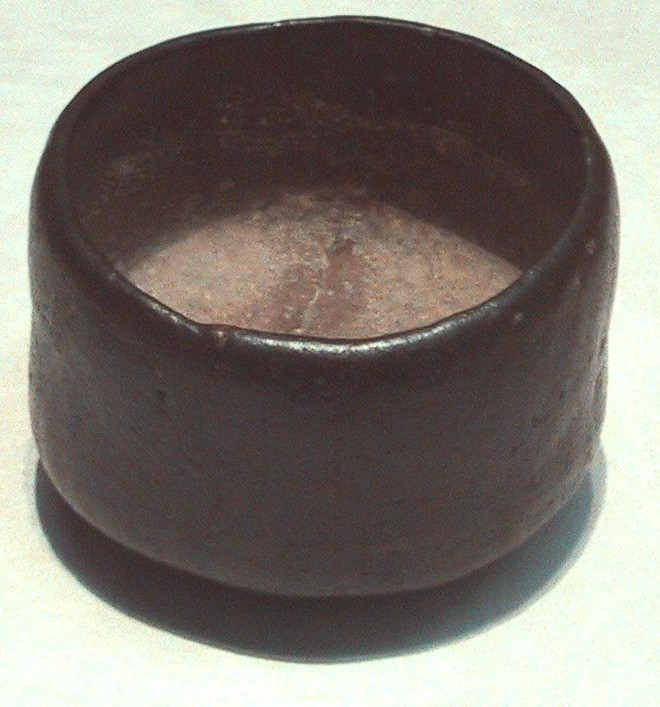
Bol noir raku pour le thé, type Kuroraku. Connu sous le nom d’Amadera, atelier de Chōjirō. Époque Azuchi Momoyama, XVIe siècle. Musée national de Tokyo

Le raku, abréviation du terme japonais raku-yaki 楽焼 (raku-yaki, lit. « cuisson confortable » ou « cuisson heureuse ») est le résultat d'une technique d'émaillage, dans la céramique japonaise, mise au point au XVIe siècle. Il est lié essentiellement à la fabrication de bols pour la cérémonie du thé. On utilise un grès chamotté plus solide car les pièces doivent résister à de forts écarts de température.

## Histoire

### Naissance
Selon la tradition, cette technique de fabrication en cuisson rapide fut développée au Japon dans la seconde moitié du XVIe siècle, et initiée par la création de bols pour la cérémonie du thé par Chōjirō. Les premières céramiques de Kyoto apparaissent à la fin du XVIe siècle, suscitées par la mode de la cérémonie du thé, dans deux ateliers. Cuites à basses températures elles reçoivent une glaçure qui est celle des céramiques chinoises aux trois couleurs (en chinois sāncǎi, appelées au Japon « céramiques Kōchi » ou sosansai) en glaçures plombifères, ancienne technique encore en usage à l'époque des Ming. D'après l'ouvrage Sōnyū bunsho (宗入文書, 1688), Chōjirō, vivant à Kyoto, serait né d'un père chinois. Son père aurait emmené avec lui les techniques de fabrication du sosansai que son fils aurait repris en lui donnant une couleur noire monochrome ou rouge. À côté de celui de Chōjirō, le deuxième atelier, celui d'Oshikōji, était implanté dans le quartier chinois. Dans ce quartier, des terres cuites à glaçure plombifère verte évoquant les grès d'Oribe à couverte verte ont confirmé l'existence de ce four.

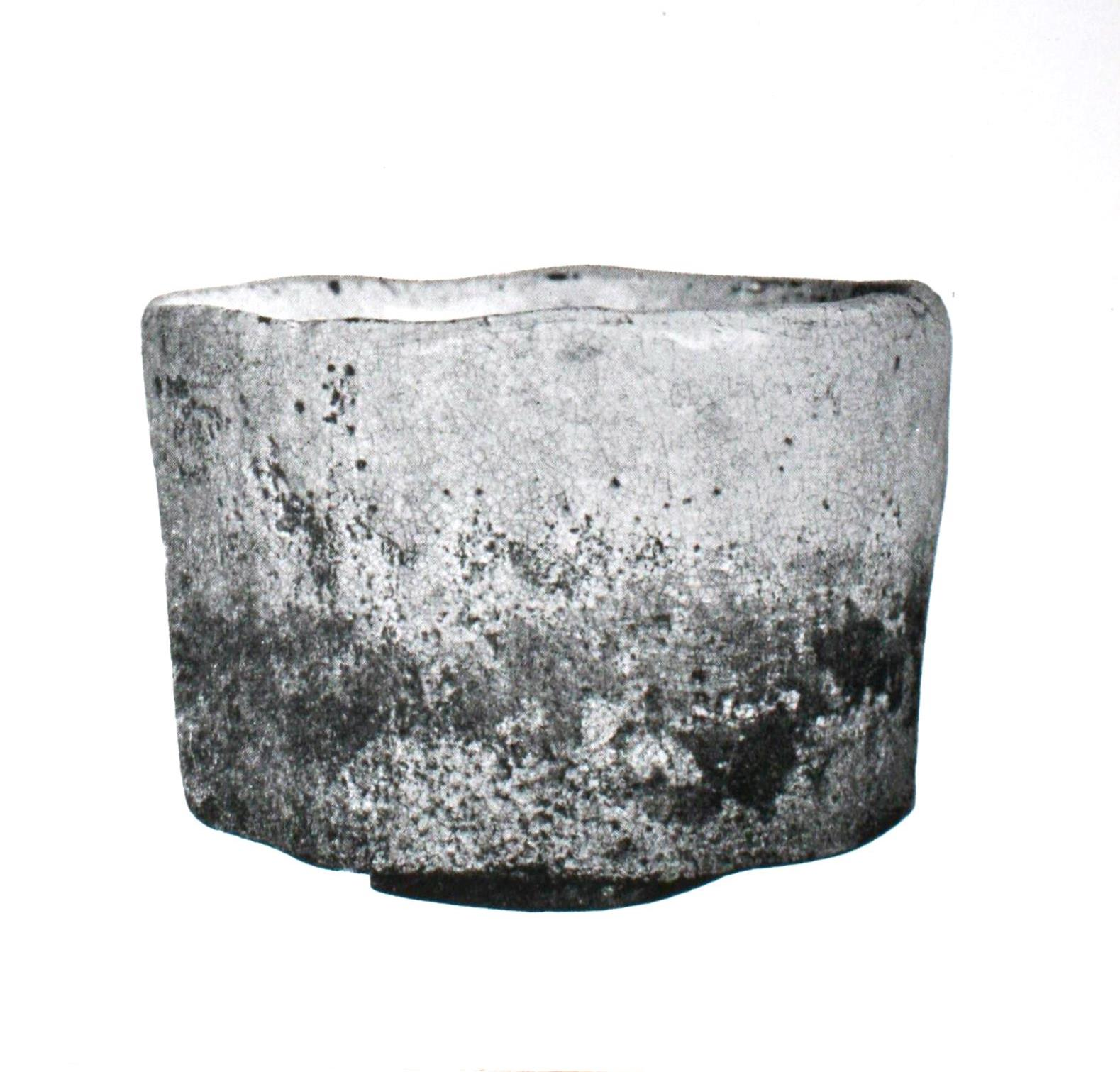
Bol à thé raku blanc, par Hon'ami Kōetsu. Époque d'Edo , XVIIe siècle, H.: 8,6 cm, D.: 11,5 cm. L'un des deux bols à thé Trésor National. Musée d'Art Sunritz Hattori[6], Suwa, Japon. Photo de 1954.
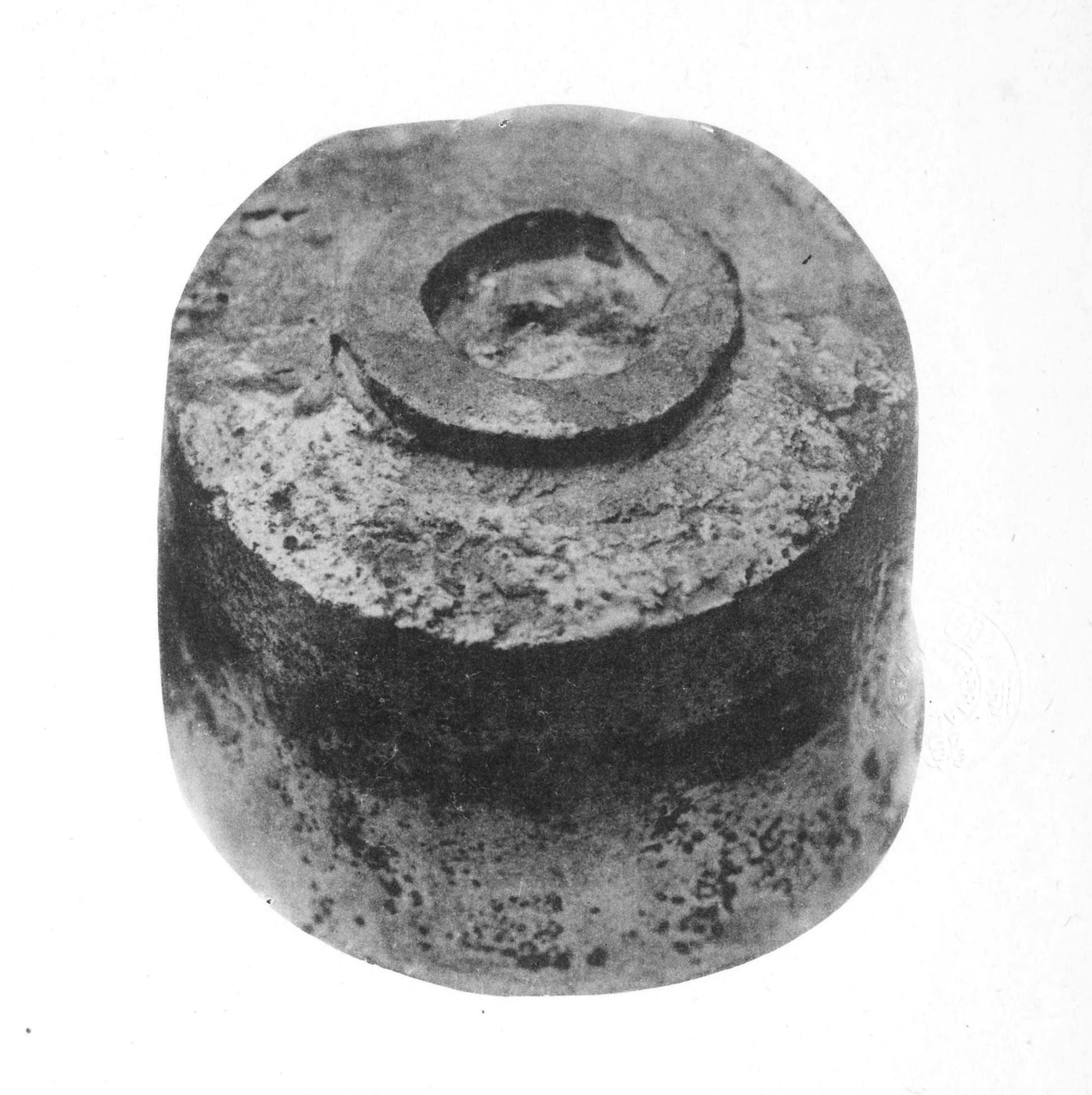
Base du même bol. Photo avant 1937.
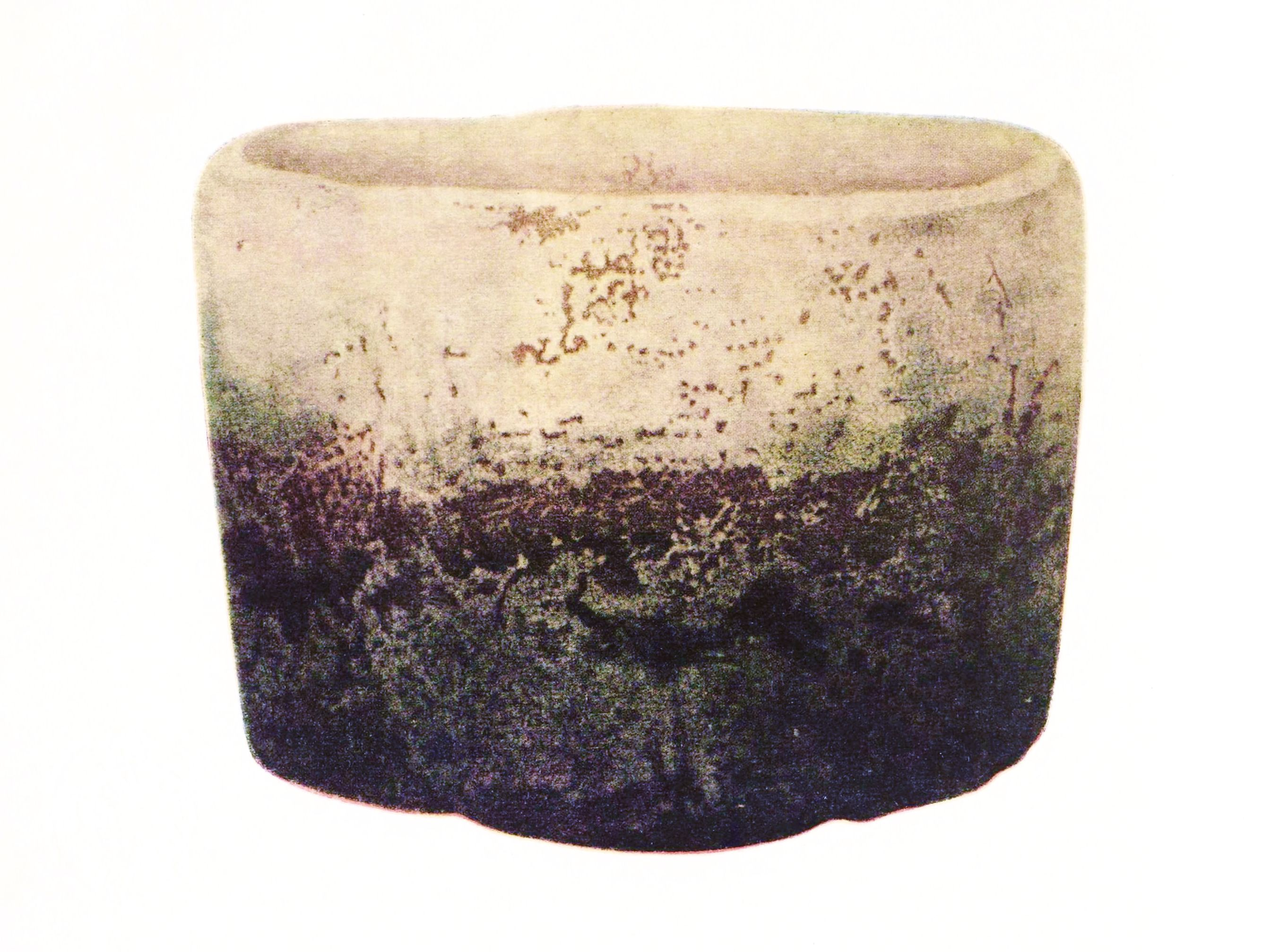
Autre vue du même bol. Photo avant 1937.

### Le contexte
Initialement, ces céramiques sont réalisées à la demande de maîtres de thé — le premier étant Sen no Rikyū (1522-1591) — et ce sont des bols à thé, désignés dans les textes anciens « dans le goût de Rikyū ». La consommation du thé était devenue une pratique sociale répandue hors des monastères zen, bien qu'introduite au Japon par le moine Eisai (1141-1215), fondateur de l'école zen Rinzai, et auteur d'un traité sur le thé, le Kissa Yōjōki. Le contexte qui voit apparaître ce goût correspond, tout d'abord, au XVe siècle, à une révolution esthétique : ce sont — dans les temples zen et à la cour du shōgun Ashikaga Yoshimasa (1435-1490) — les personnes chargées des collections et de l'étiquette, puis les maîtres de thé qui modifient les usages dans l'appréciation des œuvres et dans les règles qui régissent les réunions mondaines.
L'appréciation des œuvres n'est plus régie de manière incontestée par la hiérarchie traditionnelle, qui plaçait les arts et la littérature de la Chine au-dessus de ceux du Japon. Elle puise dorénavant ses critères dans la théorie littéraire, notamment de la poésie et du théâtre. Ceci conduit à l'émergence du wabi-cha, un nouveau style de préparation du thé, imprégné d'idéaux d'humilité et de frugalité. Cette mode conduit à utiliser de plus en plus des ustensiles et des bâtiments quotidiens comme modèles pour la pratique du wabi-cha. Et les céramiques coréennes et japonaises sont particulièrement appréciées dans ce contexte. Ainsi, la céramique japonaise, de la fin du XVe siècle au milieu du XVIe siècle, est reconnue comme un art dont les principes peuvent être analysés et dont on peut débattre au sein des plus hautes instances artistiques.
Cette période est aussi traversée par les guerres, soumise à l'arbitraire et à la violence des puissants. Ainsi Toyotomi Hideyoshi s'approprie par la force les plus célèbres instruments de thé et en vient à interdire l'importation de ceux dont il veut maintenir la rareté. Comme tant d'autres qui ne peuvent s'acheter des objets de luxe, Sen no Rikyū à ses débuts choisit le wabicha. C'est autant pour afficher une humilité qui plaît au pouvoir que pour se protéger contre sa rapacité. Mais cette première période de créativité est interrompue par les nouveaux maîtres du Japon, qui jugent ces pratiques extravagantes et arrogantes : Sen no Rikyū (1522-1591) et Futura Oribe (1543-1613/1615) sont exécutés.
Au XVIIe siècle le petit-fils de Rikyū, Sen (Genpaku) Sōtan (1578-1658) favorise la mode du wabicha  au sein de l'aristocratie militaire au moment où celle-ci amorce son déclin. Dans ce contexte l'encouragement à la frugalité, de la part du gouvernement qui s'appuie sur une idéologie néo-confucéenne, est en accord avec le thé wabi. Celui-ci permet de maintenir un code de bonnes manières tout en favorisant des relations sociales à ces nobles qui s'appauvrissent en même temps que les paysans. Cette frugalité, cette humilité ne correspondaient pas aux goûts de luxe de la nouvelle société de Kyoto : les grès de Nonomura Ninsei (actif 1647- vers 1681/1688), aux riches décors élégants parfois tempérés par une recherche de la sobriété ancienne, correspondent à ce nouveau public.

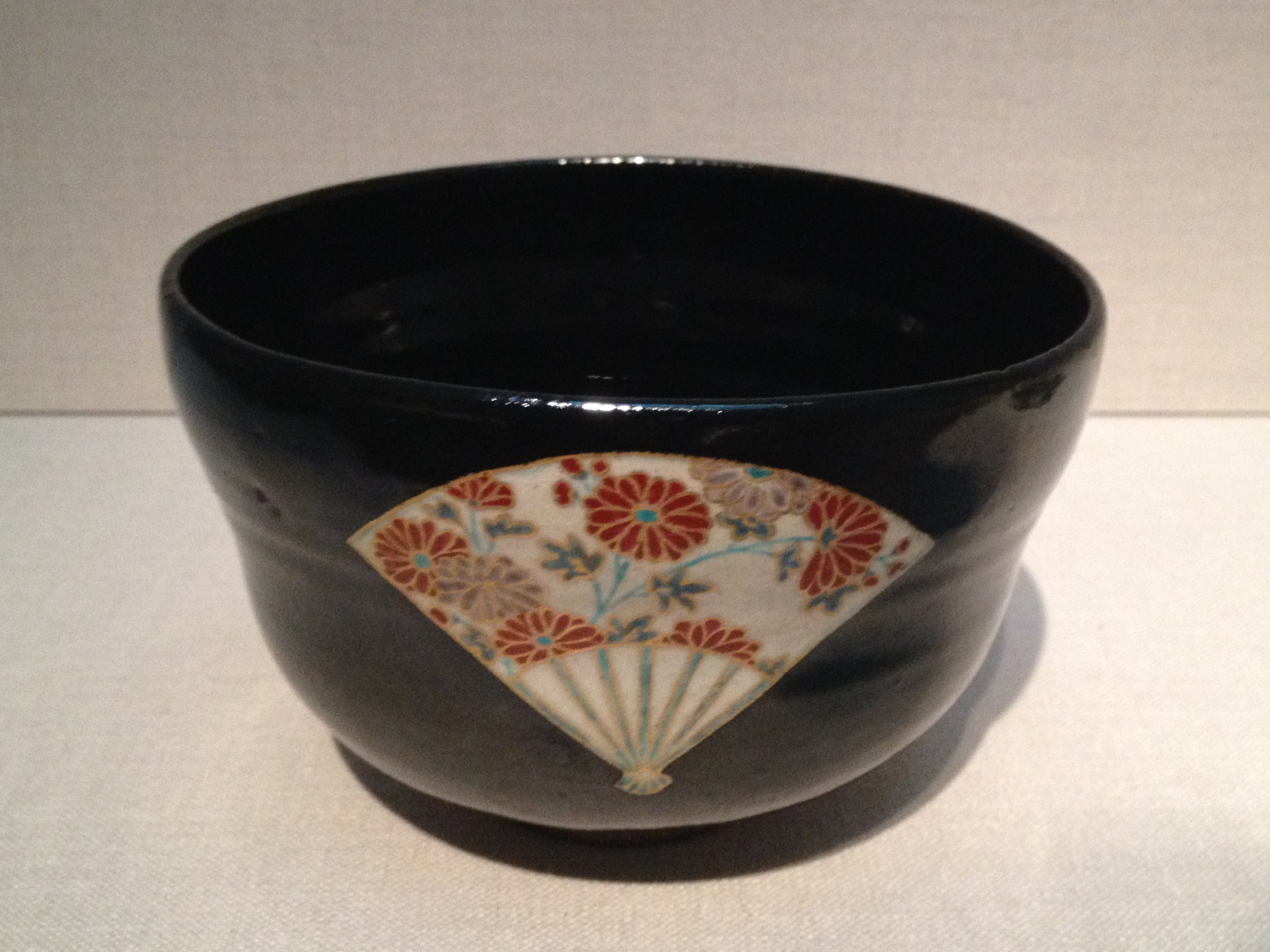
Nonomura Ninsei. Bol à couverte noire, émaux sur couverte blanche. H. 8,8 x D. 13,8 cm. Kyoto, mi XVIIe siècle. Freer Gallery of Art
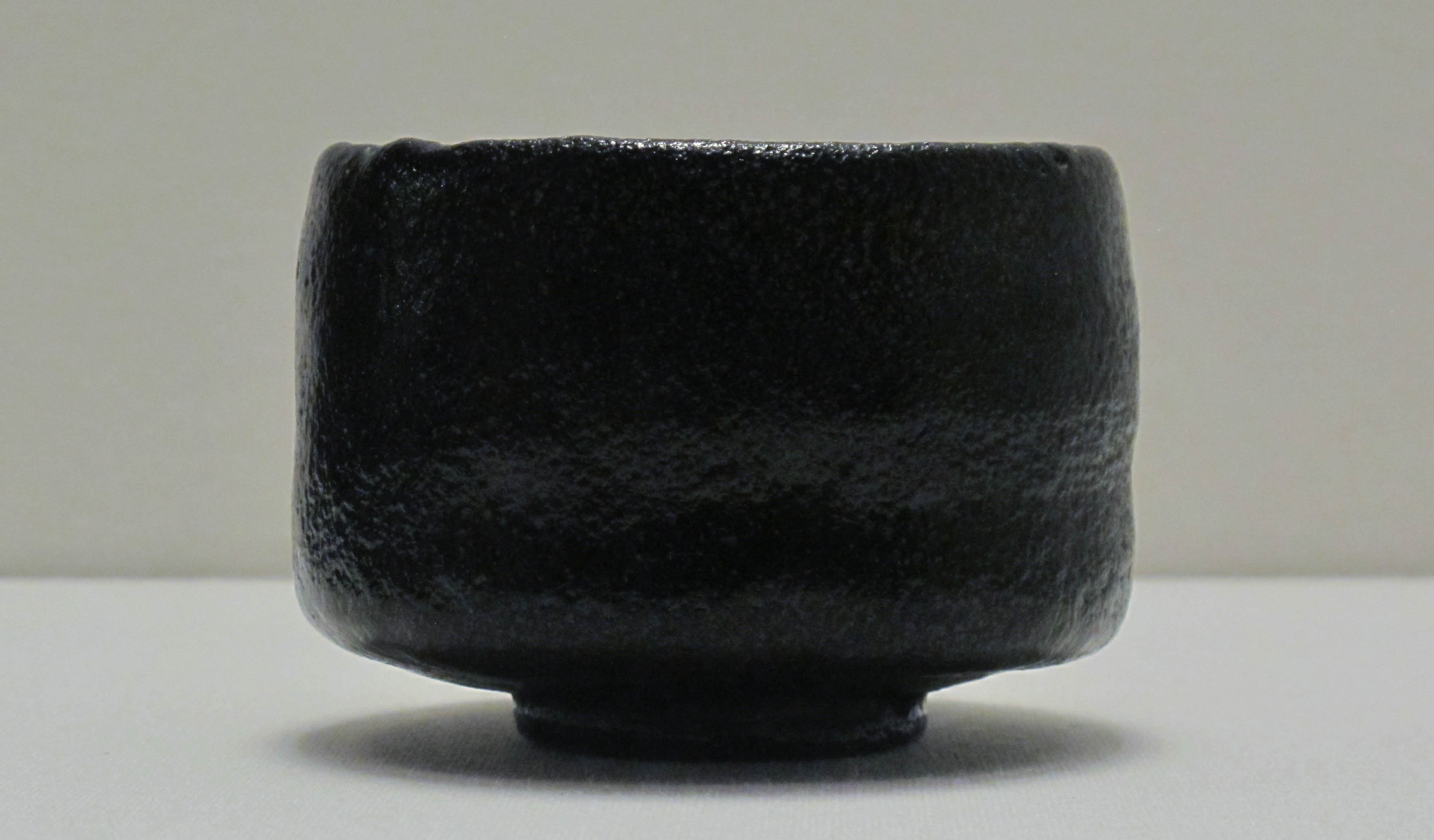
Sô’nyû, 1668-1720. Bol à thé, "Oimatsu" (Vieux pin). Grès à couverte noire (raku). Tokugawa, vers 1700. Vue de profil. Musée d'art asiatique de Berlin
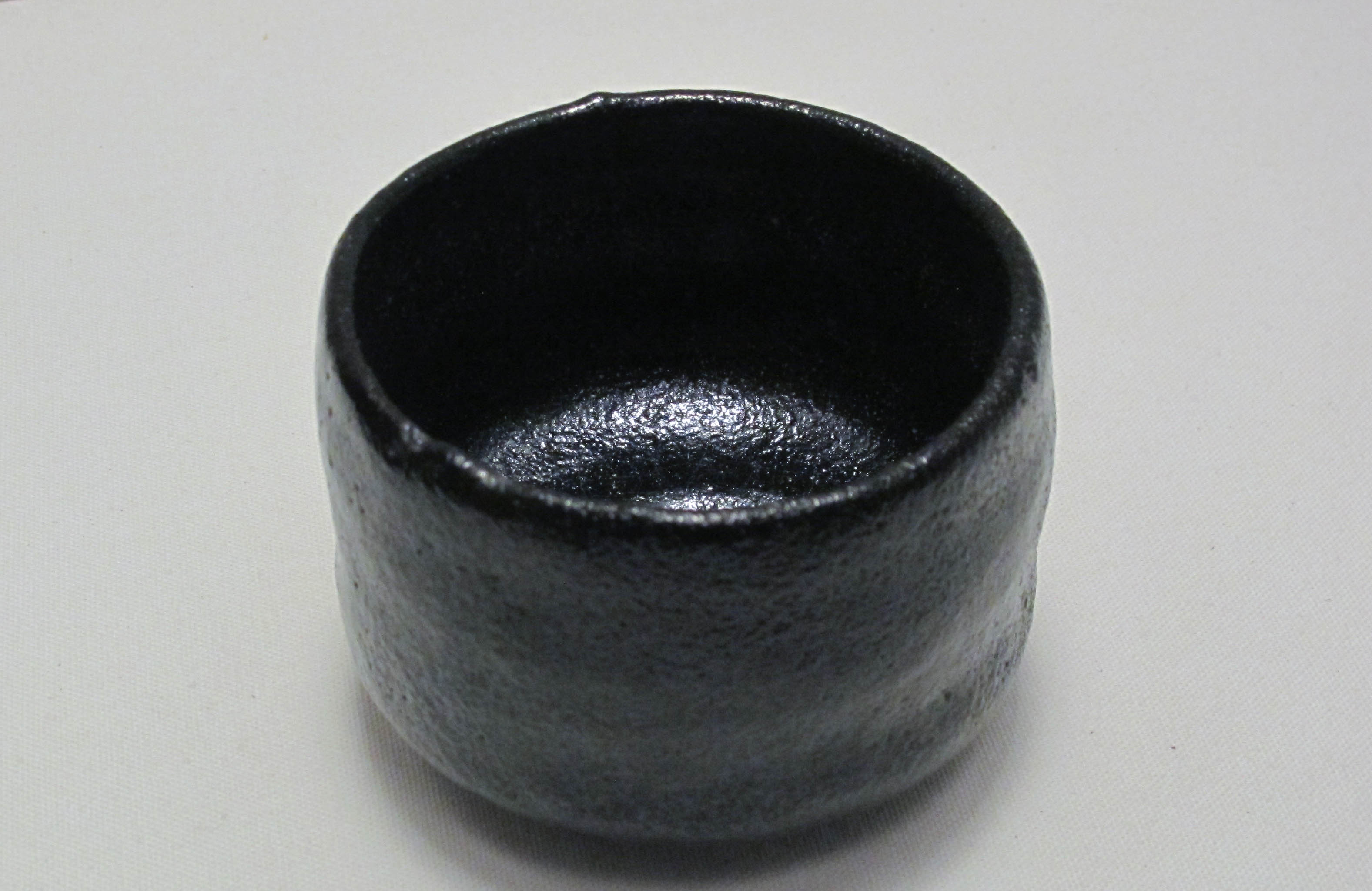
Le même, vue plongeante.

### La « marque de fabrique » raku
Les bols raku n'étaient que l'une des céramiques disponibles pour ceux qui pratiquaient la cérémonie du thé à la fin du XVIe siècle et au début du XVIIe siècle. Ils occupent une place éminente dans l’art du thé car ils incarnent au plus haut point l'esthétique fondée sur le dépouillement du wabi-cha de Sen no Rikyū.
On ne sait toujours pas clairement quand le style a acquis sa dénomination. Le terme « raku » n'apparait pas dans le vocabulaire de la céramique en usage à la fin du XVIe siècle. Les bols de Chōjirō sont alors appelés par le public ima-yaki (今焼, poterie du moment, poterie contemporaine). Après sa mort, ils sont appelés Juraku-yaki (聚楽焼) d'après le nom du quartier de son atelier, ou du moins du lieu dont serait tirée la terre sableuse utilisée pour les premiers raku.
Tanaka Sōkei (田中 宗慶), soutien de Chōjirō et père de Jōkei (常慶, successeur de Chōjirō), serait alors autorisé par Toyotomi Hideyoshi à apposer sur ses pièces un cachet portant l'idéogramme raku (plaisir) ; les bols en viennent progressivement à être appelés raku-yaki. C'était la première fois, au Japon, que des potiers authentifiaient ainsi leur production. Le mot raku pourrait également venir d'un idéogramme gravé sur un sceau d'or offert en 1598 par Taiko, moine bouddhiste et maître servant de la cérémonie du thé dans un temple bouddhiste relevant de l'école zen Rinzai, au potier Jōkei[réf. souhaitée]. La maison raku est devenu rapidement connue en tant que productrice légitime des céramiques raku.
Au XVIIIe siècle cette technique s'est répandue dans tout l'archipel, bien que l'association avec la maison raku soit restée forte. À la fin du XIXe et au XXe siècle le terme a été employé sous différentes formes. Ceux qui pratiquent le thé ont pris l'habitude de parler de « raku » en se référant, de manière très stricte, aux céramiques de la maison raku. Quant aux potiers qui n'étaient pas en relation avec la culture propre à la consommation organisée du thé, en particulier les potiers étrangers, ils ont utilisé ce terme en se référant à la technique, ou au procédé, pour obtenir cette céramique : entièrement à la main (sans tour de potier), avec une couverte à base de plomb, la cuisson étant à basse température dans un petit four (souvent intérieur). Ce procédé, à petite échelle, ne produisant guère de pollution et pouvant s'inscrire dans le contexte urbain permet une réelle proximité entre le potier et ses clients, dans la ville.

## Technique du raku

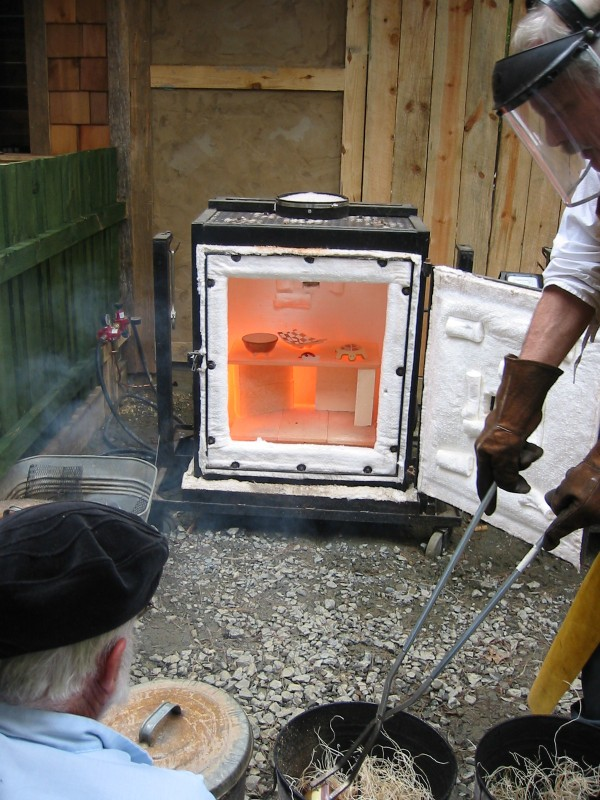
Sortie des pièces incandescentes du four

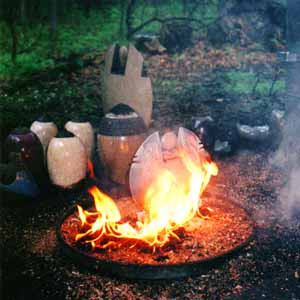
Réduction sur un lit de matière végétale

La technique du raku yaki est un procédé de cuisson. Les pièces incandescentes peuvent être enfumées, trempées dans l'eau, brûlées ou laissées à l'air libre. Elles subissent un choc thermique important.
La multitude des paramètres mis en jeu permet d'obtenir des résultats variant à l'infini, ce qui confère à la pièce, entièrement réalisée manuellement, la qualité d'objet unique.
Le raku yaki est synonyme de cuisson basse température, les pièces émaillées sorties d'un four à environ 1 000 °C sont rapidement recouvertes de matières inflammables naturelles comme de la sciure de bois compactée afin d'en empêcher la combustion en limitant l'apport d'oxygène au contact de l'émail en fusion. Cette phase est la réaction d'oxydoréduction au cours de laquelle apparaissent les couleurs plus ou moins métallisées, les craquelures ainsi que l'effet d'enfumage de la terre laissée brute qui forment les principales caractéristiques de ce type de céramique.
Après refroidissement, les pièces sont nettoyées avec un produit abrasif pour enlever tous les résidus de suie et de cendre.
En raku yaki, les pièces peuvent être enfournées à froid mais le plus souvent le four est préchauffé et l'enfournement est fait à chaud. La cuisson est menée à un rythme rapide avec atteinte de la température finale dans un cycle court de 15 à 20 minutes (certaines cuissons raku yaki peuvent durer plusieurs heures selon les types de pièces et leurs exigences de cuisson).
Les fours à raku yaki sont généralement petits et surpuissants. Ils ont, pour la plupart, une simple ouverture sur le haut de l'enceinte de cuisson couverte par un morceau de plaque réfractaire.
Les pièces raku yaki sont le plus souvent cuites dans un type de four plus ou moins conventionnel, connu et exploité pour la cuisson des glaçures. Les autres sont des formes de cuisson primitive (simple trou ou fosse dans le sol) où les températures atteintes sont généralement plus basses et où les glaçures ne sont pas couramment utilisées.

## Le raku aujourd'hui
Raku Kichizaemon XV (樂 吉左衞門), né en 1949, est l'héritier en titre de la lignée de potiers raku. Il montre en dehors du Japon les bols à thé créés par sa famille avec les techniques transmises de père en fils. Des expositions ont eu lieu en Italie, en France et aux Pays-Bas en 1997, et au musée d'art du comté de Los Angeles aux États-Unis, au musée de l'Ermitage de Saint-Pétersbourg et au musée des beaux-arts Pouchkine de Moscou en 2015.
Le raku contemporain est une adaptation des méthodes traditionnelles du raku à l'art contemporain des arts du feu et de la céramique. Cependant, le raku contemporain japonais, appréhendé en fonction de la spiritualité et du sens esthétique issus de sa technique et de son contexte, est radicalement différent de sa version étrangère, notamment occidentale. Ainsi, le potier américain Paul Soldner a appliqué dans les années 1960 les principes des techniques du raku, mais sa mise en scène des effets accidentels obtenus par enfumage, avec des copeaux de bois par exemple, directement après la calcination, n'a jamais été employée par la maison mère japonaise.